# غايتانو تروينا
غايتانو تروينا هو سياسي من سان مارينو، شغل منصب الحاكم للفترة 1 أكتوبر 2023 - 1 أبريل 2024 مع فيليبو تامانيني.